# ۱۰ ناک‌اوت
۱۰ ناک‌اوت (به انگلیسی: 10... Knockout!)، در سبک ورزشی، بوکس در سال ۱۹۸۵ میلادی توسط شرکت آمرسافت برای رایانه خانگی کمودور ۶۴ تولید و در کشور فنلاند منتشر گردید. هدف این بازی قهرمانی در مسابقات بوکس با شکست دادن ۸ مبارز دیگر است. گرافیک این بازی همانند بازی‌های دهه ۸۰ میلادی کاملاً دوبعدی و با استفاده از اسپرایت طراحی گردیده بود.

## گیم‌پلی
این بازی یک بازی دوبعدی در سبک ورزشی و بوکس می‌باشد. گیم پلی این بازی براساس اهرمک طراحی گردیده. قهرمان بازی در جهات چپ و راست تصویر حرکت می‌کند با فشار دادن اهرمک به سمت بالا، قهرمان بازی به سمت سر حریف مشت پرتاب کرده و حرکت دسته بازی به سمت پایین مشت به بدن حریف می‌باشد. فشار دادان دکمه آتش اهرمک نیز قهرمان بازی را وادار به دفاع کردن از سر خود می‌نماید.
هربار که بازیباز به حریف ضربه‌ای وارد می‌کند، یک امتیاز کسب کرده و پس از بدست آوردن امتیازات کافی، حریف سرنگون شده و داور تا عدد ۱۰ می‌شمارد و حریف ناک‌اوت خواهد شد.

## مشخصات فنی
گرافیک این بازی کاملاً دوبعدی بوده و متشکل از اسپرایتهای انیمیت شده برای نمایش قهرمانان بازی، داور و تماشاگران است. این بازی به صورت کاملاً اختصاصی فقط برای رایانه‌های خانگی کمودور ۶۴ تولید و عرضه گردید.